# Dendroceros herasii
Dendroceros herasii là một loài rêu trong họ Dendrocerotaceae. Loài này được Infante mô tả khoa học đầu tiên năm 2010.